# Olympische Jugend-Sommerspiele 2010/Teilnehmer (Äquatorialguinea)
| Gelbes Symbol für Goldmedaillen mit stilisierten Olympischen Ringen | Graues Symbol für Silbermedaillen mit stilisierten Olympischen Ringen | Braundes Symbol für Bronzemedaillen mit stilisierten Olympischen Ringen |
| ------------------------------------------------------------------- | --------------------------------------------------------------------- | ----------------------------------------------------------------------- |
| —                                                                   | 1                                                                     | —                                                                       |

Die Jugend-Olympiamannschaft aus Äquatorialguinea für die I. Olympischen Jugend-Sommerspiele vom 14. bis 26. August 2010 in Singapur bestand aus 21 Athleten.

## Medaillengewinner
Mit einer gewonnenen Silbermedaille belegte das Team Äquatorialguineas Platz 75 im Medaillenspiegel.

### Silber
- Mädchen-Fußballteam

## Athleten nach Sportarten

### Fußball
Mädchen
- Silber

In der Vorrunde wurde die Auswahl aus Äquatorialguinea nach zwei Siegen Trinidad und Tobago (3:1) und Chile (4:1) Gruppenerster. Durch ein 4:1 gegen den Iran zog die Mädchenmannschaft ins Finale ein, wo sie erneut auf Chile traf, diesmal jedoch mit dem besseren Ende für die Chileninnen: Nach einem 1:1 unterlag man im Elfmeterschießen mit 3:5. Dafür stellte Äquatorialguinea mit Felicidad Avomo und Judit Ndong die beiden Torschützenköniginnen dieses Turniers, beide trafen jeweils fünfmal.
- Kader
María Angono
Rosa Mangue
Leticia Nchama Biyogo
Mónica Asangono
Pilar Mondjeli
Celestina Bikoro
Justina Alene
Immaculada Angue
Felicidad Avomo
Judit Ndong
Constancia Okomo
Justina Lohoso
Felicidad Nguema
Vida Fegue
Verónica Nchama
Belinda Mikue
Antonia Obiang
Dolores Nchama

### Leichtathletik
| Mädchen - María del Pilar Loheto 100 m: 29. Platz - Marina Ayene Nvo 1000 m: 17. Platz | Jungen - Antimo Oyono 20. Platz |